# 井田泉
井田 泉（いだ いずみ、1963年3月15日 - ）は、日本の政治家。群馬県議会議員（5期）。過去には、第95代群馬県議会議長、群馬県議会副議長を務めた。

## 経歴
佐波郡玉村町出身。1981年、東京農業大学第二高等学校卒業。1985年、東京農業大学農学部醸造学科を卒業し、美峰酒類に入社する。1991年、井田酒造社長（第15代蔵元）に就任する。
2006年9月15日、群馬県議会選挙に佐波郡選挙区から立候補することを表明した。2007年4月8日、県議選に自由民主党公認で立候補して、初当選を果たし現在まで5期務める。
県議会では、総務企画、文教警察、厚生文化、産経土木、環境農林の各常任委員長を歴任した。2019年5月15日から2020年5月22日まで群馬県議会副議長を務めた。2021年5月24日から1年間、第95代群馬県議会議長を務めた。

## 人物
- 趣味はカラオケと料理[4]

## 親族
- 父・井田金七（元玉村町長）[3]

## 関連人物
- 井田金七 - 元群馬県会議員。1881年生まれの井田酒造（和泉屋）蔵元。井田酒造株式会社（和泉屋）第14代蔵元までは「金七」「金七郎」の名前を襲名していた[13]。